# Acacia spinosa
Acacia spinosa é uma espécie de leguminosa do gênero Acacia, pertencente à família Fabaceae.